# Vanlig vattenrisråtta
Vanlig vattenrisråtta (Nectomys squamipes) är en däggdjursart som först beskrevs av Brants 1827.  Nectomys squamipes ingår i släktet vattenrisråttor, och familjen hamsterartade gnagare. IUCN kategoriserar arten globalt som livskraftig. Inga underarter finns listade.

## Utseende
Denna gnagare blir 16 till 25 cm lång (huvud och bål) och har en ungefär lika lång svans. Vikten är vanligen omkring 215 g men kan variera mellan 160 och 420 g. Den långa pälsen har på ovansidan en gulbrun till mörkbrun färg och undersidan är ljusare i ljusgrå eller vitaktig. Liksom hos andra medlemmar av samma släkte är bakfötterna delvis utrustade med simhud. Med en längd av 4,4 till 5,5 cm är bakfötterna påfallande långa i jämförelse till fötter av andra gnagare i underfamiljen Sigmodontinae (gäller hela släktet). Svansen är täckt av borstiga hår som ger svansen formen av en köl. Det förbättrar artens simförmåga. Förutom könsorganen finns inga yttre skillnader mellan hanar och honor.

## Utbredning och habitat
Vanlig vattenrisråtta förekommer i östra och sydöstra Brasilien samt i angränsande regioner av Paraguay och nordöstra Argentina (provins Misiones). Den lever vid vattendrag i tropiska skogar som kan vara fuktiga eller torra. Arten hittas även i träskmarker. Den vistas i låglandet och i bergstrakter upp till 2200 meter över havet.

## Ekologi
Individerna är aktiva på natten och simmar ofta i vattnet. Hanar och honor lever utanför parningstiden ensam och de senare är mycket aggressiva mot artfränder av samma kön. Vanlig vattenrisråtta bygger det ovala boet av gräs och blad. Det göms i omkullkastade ihåliga träd, bland rötter, mellan stenar eller under tätare växtlighet.
Arten är allätare och livnär sig bland annat av växtdelar som frukter och blad, av ryggradslösa djur som skalbaggar och kackerlackor eller av mindre ryggradsdjur som grodor och fiskar. Vanlig vattenrisråtta fångar sina byten med framtassarna (även under vattenytan) och äter de ofta gömd under växtligheten. En känd fiende som jagar denna gnagare är tornugglan (Tyto alba).
Honor som hölls i fångenskap var parningsberedda med jämna mellanrum över hela året. I naturen sker parningen däremot kort före eller i början av regntiden mellan augusti och november. Hanarna vandrar genom reviren av olika honor och kan para sig med flera honor. Efter cirka 30 dagar dräktighet föder honan 1 till 7 ungar, vanligen 4 eller 5. Ungarna föds blinda, nakna och hjälplösa. De får päls efter cirka två veckor. Efter 20 till 25 dagar slutar honan med digivning. Beroende på kön och födelseplatsen (fångenskap eller naturen) infaller könsmognaden 31 till 51 dagar efter födelsen. Hanar deltar inte i ungarnas uppfostring. Livslängden är inte dokumenterad för vattenrisråttor. Andra hamsterartade gnagare lever cirka ett år i naturen och 2 till 5 år i fångenskap.